# N. J. Crisp
Norman James Crisp, als Autor kurz N. J. Crisp (* 11. Dezember 1923 in Southampton; † 14. Juni 2005 ebenda), war ein britischer Autor, der vor allem fürs Fernsehen schrieb.
Crisp diente 1943–1947 in der Royal Air Force, war dann Manager einer Taxi-Gesellschaft, in Ausbildung bei Marks & Spencer, Schreibmaschinenverkäufer, versuchte aber stets, sich als Schriftsteller durchzusetzen. Zeitschriften wie Reveille, John Bull und die Saturday Evening Post druckten Kurzgeschichten von ihm, und schließlich gelang ihm 1957 der Durchbruch: Die BBC brachte Crisps Fernsehspiel People of the Night über eine Funktaxifirma.
Ab 1959 arbeitete Crisp als freier Autor fürs Fernsehen. Seine Spezialität waren Fernsehspiele und später Serien mit dem Hintergrund der Wirtschafts- und Arbeitswelt.
Crisp schrieb auch Romane, etwa The Brink (1982), Yesterday's Gone (1983), In the Long Run (1988) und The Ninth Circle (1988). Im Bühnenstück  Fighting Chance (Apollo Theatre, 1985) verarbeitete er seine eigene neurologische Erkrankung. In späteren Jahren erblindete er.
Crisp war 1959 Gründungsmitglied der Writers' Guild und deren Vorsitzender 1968–1971. Als solcher setzte er Pensionsbeiträge für Fernsehautoren, auch im Privatfernsehbereich, durch.